# Kretische Hundszunge
Die Kretische Hundszunge (Cynoglossum creticum) ist eine Pflanzenart aus der Gattung der Hundszungen (Cynoglossum) und damit der Familie der Raublattgewächse (Boraginaceae).

## Beschreibung

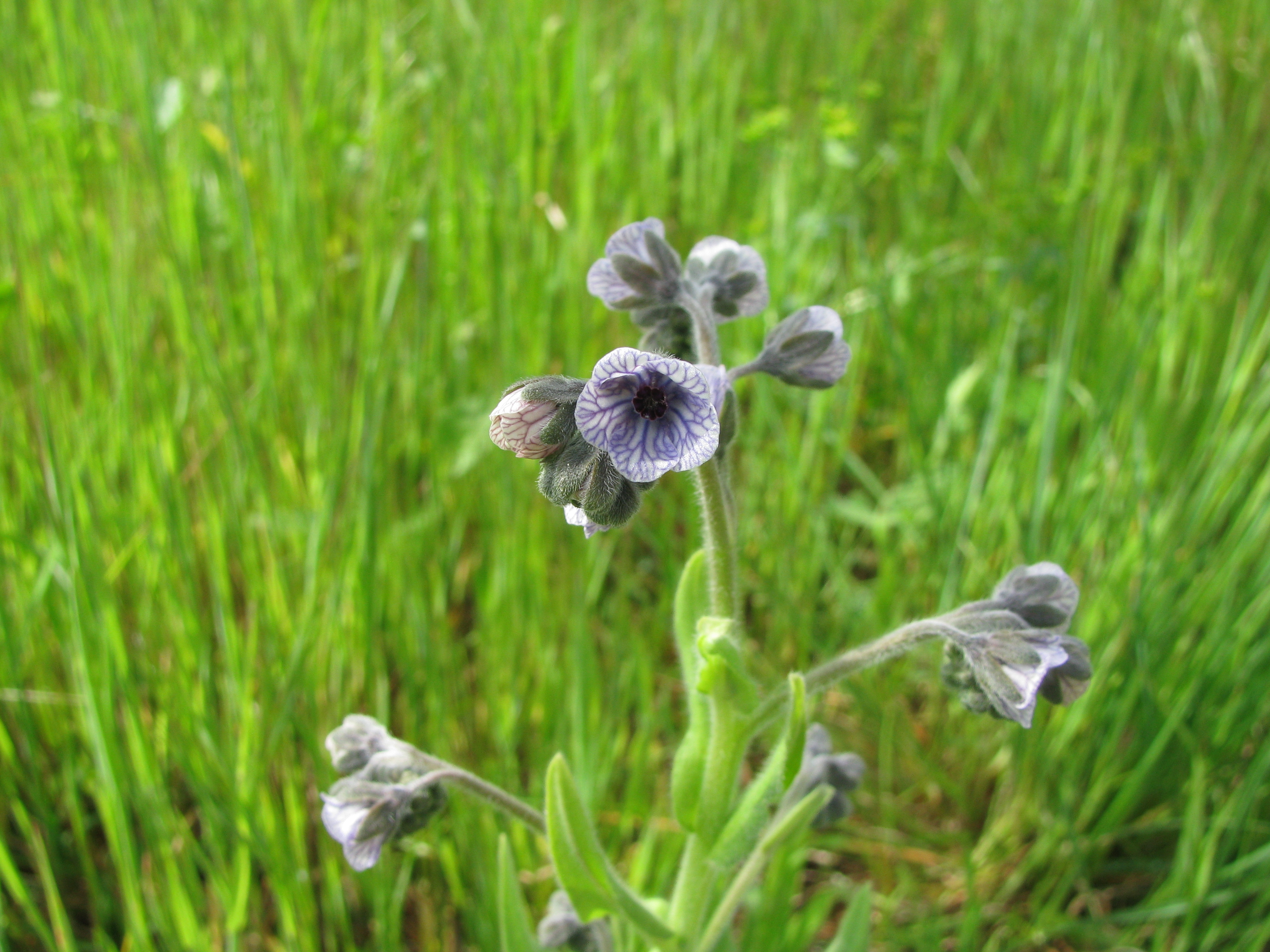
Blütenstand

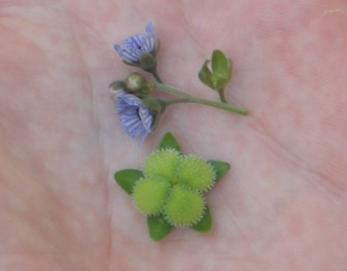
Blüten und Klausenfrucht

### Vegetative Merkmale
Die Kretische Hundszunge ist eine zweijährige krautige Pflanze und erreicht Wuchshöhen von 20 bis 80 Zentimetern. Im ersten Jahr des Wachstums wird nur eine Rosette aus lanzettlichen, dichten, weichen und behaarten Laubblättern gebildet. Im zweiten Jahr erscheint der Blütenstand. Die Laubblätter sind im oberen Teil des Stängels sitzend, halbstängelumfassend und oft ohne deutliche Seitennerven. Die Stängelblätter sind schmal lanzettlich bis spatelig, 5 bis 10 Zentimeter lang und 1 bis 3 Zentimeter breit. Die Rosettenblätter sind bis 15 Zentimeter lang und 0,5 bis 4 Zentimeter breit.

### Generative Merkmale
Die Blütezeit reicht von April bis Juli. Die relativ kurz gestielten Blüten erscheinen in langen tragblattlosen Wickeln. Die Blütenstiele sind postfloral nur bogig abstehend und nicht nickend. Die zwittrige Blüte ist fünfzählig mit doppelter Blütenhülle. Die fünf Kelchblätter sind lanzettlich und dicht behaart.
Die Kelchzipfel sind 5 bis 7 Millimeter lang. Die fünf Kronblätter sind zunächst rosafarben, später blassblau mit auffallend dunklen Nerven; sie sind röhrig verwachsen. Die Krone ist 7 bis 9 Millimeter breit, der stumpfe, fünflappige, kahle Saum ist etwa so lang wie die Kronröhre. Es ist nur ein Kreis mit fünf fertilen Staubblättern vorhanden. Die Staubblätter überragen die Blütenkrone. Die Klausenfrucht zerfällt in vier Teilfrüchte. Die nussartigen Klausen sind gewölbt, dicht mit widerhakigen Stacheln besetzt, 5 bis 7 Millimeter breit und ohne verdickten Rand.
Die Chromosomenzahl beträgt 2n = 24, seltener 48.

## Vorkommen
Die Kretische Hundszunge ist ursprünglich auf den Azoren, den Kanaren und Madeira, in Nordafrika, in Südeuropa und Osteuropa, in der Schweiz, auf Inseln im Mittelmeer in Vorderasien und im Kaukasusraum weitverbreitet. In Australien, Argentinien und Chile ist Cynoglossum creticum ein Neophyt.
Sie wächst auf Brachland, an Wegrändern, in Kiefernwäldern und auf offenen grasigen Flächen. In Südtirol steigt sie bis etwa 550 Meter Meereshöhe auf.

## Taxonomie
Die Erstveröffentlichung von Cynoglossum creticum erfolgte 1768 durch Philip Miller in The Gardeners Dictionary,  8. Auflage. Synonyme für Cynoglossum creticum Mill. sind: Cynoglossum atlanticum Murb., Cynoglossum siculum Guss., Cynoglossum pictum var. umbrosum Rouy, Cynoglossum pictum Aiton.

## Geschichte
In Südtirol scheint die Art um 1800 noch gefehlt zu haben. Sie wurde dort zuerst um 1820 von Cristofori gesammelt. Um 1830 war sie aber stellenweise schon häufiger als die Gewöhnliche Hundszunge (Cynoglossum officinale).